# Дуван, Тамара Исааковна
Тама́ра Исаа́ковна Дува́н (1896, Киев — ?) — российская и немецкая актриса

.

## Биография
Родилась в 1896 году в Киеве в семье актёра и театрального предпринимателя Исаака Эзровича Дувана-Торцова (1873—1939). Актриса, певица
Дебютировала на сцене в 1916 году на открытии Второй студии МХТ, сыграв роль гимназистки Руси в спектакле по пьесе З. Н. Гиппиус «Зелёное кольцо». Роль отца главной героини была исполнена И. Э. Дуваном-Торцовым. 
Известна её роль в Пиковой даме (1916) Якова Протазанова. 
В 1919—1930 годах была замужем за актёром Василием Вронским. Жила и работала в Германии, где вместе с мужем снималась в кино. В 1923 году чета оказалась в Болгарии, затем в Румынии. В 1936 году дебютировала на румынской сцене в переводной пьесе Федора «Женщина — всегда женщина». Разочаровавшись в своей жизни с Вронским, выступлениями в провинциальных городах и местечках, бросила мужа и бежала со своим любовником, богатым бессарабским помещиком Богасовым, в Париж, где её следы затерялись.

## Фильмография
| Год  |   | Русское название               | Оригинальное название        | Роль                |
| ---- | - | ------------------------------ | ---------------------------- | ------------------- |
| 1916 | ф | Пиковая дама                   | Пиковая дама                 | графиня в молодости |
| 1918 | ф | И огонь сошёл с небес          | И огонь сошел с небес        | Анна                |
| 1919 | ф | Яшка-скакун                    | Яшка-скакун                  |                     |
| 1921 | ф | Дубровский, атаман разбойников | Dubrowsky, der Räuber Ataman |                     |
| 1923 | ф | Христофор Колумб               | Christoph Columbus           | Королева Изабелла   |